# Jevgenij Ignatov
Jevgenij Viktorovitj Ignatov (ryska: Евгений Викторович Игнатов), född 11 mars 1979 i Voronezj i Ryska SFSR i Sovjetunionen (nu Ryssland), är en rysk kanotist.
Han tog bland annat VM-guld i C-2 200 meter i samband med sprintvärldsmästerskapen i kanotsport 2005 i Szeged.